# انجمن حمایت از توسعه فضاهای آموزشی فرهنگی حامی
انجمن حمایت از توسعه فضاهای آموزشی و فرهنگی حامی سازمانی مردم نهاد و داوطلبانه است که بر پایه اعتماد عمومی و جذب کمکهای مالی، معنوی و بشر دوستانه نیکوکاران و حمایت نیروهای متخصص با تکیه بر همراهان بومی تلاش می‌کند تا ضمن ساخت، بازسازی، توسعه و تجهیز فضاهای آموزشی و فرهنگی و همچنین نظارت و پشتیبانی در مناطق بسیار دور افتاده و محروم امکان تحصیل، ارتقاء سطح کیفی آموزش و رشد فرهنگی را برای کودکان و نوجوانان این مناطق فراهم آورد و فرصتهای مناسب برای بروز توانائی‌های شخصی میسر ساخته و از استعدادهای این مناطق در جهت، ایجاد زیر ساخت جامعه‌ای سالم و کارآمد بهره ببرد.

## تاریخچه
انجمن در حالی به وجود آمد که ضرورت و نیاز ساخت فضاهای آموزشی احساس می‌شد. به وجود آورندگان آن معتقد بودند که سازندگی در کشور به همراهی و همدلی جمعی نیاز دارد. آن‌ها سعی کردند تشکلی به وجود آورند که کمک‌های معنوی و مادی علاقه‌مندان را جمع‌آوری و سازماندهی کرده و با کارشناسی و نیاز سنجی صرف ساخت مدرسه در مناطق محروم بنمایند؛ بنابراین در تاریخ بیست ویکم شهریور ماه سال هشتاد انجمن را به ثبت رسید. سپس از سال ۱۳۸۸با رسالتی که انجمن در امر اشاعهٔ فرهنگ مطالعه برای خود قایل است به ساخت و تجهیز کتابخانه‌های روستایی پرداخت و از آنجایی که آموزش در قبال کودکان هر مرز و بوم نقش حیاتی دارد و مدارس بیشترین تعداد کودکان تحت آموزش را در بردارند از سال ۱۳۹۱ به توانمند سازی کودکان از مسیر آموزش روی آورد.

## فعالیت‌ها
ساخت مدرسه در مناطق محروم، پشتیبانی و نگهداری از مدرسه و دانش آموزان با بازدیدهای دوره‌ای، ارسال تجهیزات تکمیلی و لوازم التحریر
اجرای طرح خلاقانه کوله کتاب برای روستاهای دور و کم جمعیت به صورت سیار و با گردش دوره‌ای کوله، این امکان را ایجاد می‌کند در طول یک سال کتاب در اختیار روستاهای دور افتاده قرار گیرد.
آموزش دانش آموزان، مربیان و مدیران با همکاری آموزش پرورش و دبیران داوطلب از تهران در منطقه دشتیاری شهرستان چابهار و شهر گشتِ شهرستان سراوان استان سیستان بلوچستان و بخش شهاب جزیره قشم، استان هرمزگان
ساخت و تجهیز کتابخانه روستایی و پشتیبانی به صورت بازدیدهای دوره‌ای، شارژ کتاب سالانه و ارائه برنامه‌های جانبی به منظور جذب کودکان ونوجوانان برای ترویج کتابخوانی

## چشم‌انداز انجمن حامی تا سال ۱۳۹۶
پیشتاز در حمایت آموزشی فرهنگی از کودکان مناطق محروم

## بیانیه مأموریت
ما با ساخت، تجهیز فضا و پشتیبانی آموزشی و فرهنگی برای بهبود کیفیت زندگی کودکان مناطق محروم گام برمی‌داریم.

## ارزش‌های انجمن حامی
درستکاری، شفافیت، اطلاع‌رسانی
ارج نهادن به حامیان
تقویت کار داوطلبانه
احترام به فرهنگ جوامع محلی و جلب مشارکت آنها
مسئولیت پذیری، تعهد، پاسخگویی
دانش محوری، یادگیری، روزآمدی
همدلی، نظم، شور و نشاط